# Leiaster glaber

Leiaster glaber är en sjöstjärneart som beskrevs av Peters 1852. Leiaster glaber ingår i släktet Leiaster, och familjen Ophidiasteridae. Inga underarter finns listade.

## Utbredning
Leiaster glaber finns i haven utanför östra Afrika och Madagaskar.